# Fédération internationale des sports de traîneaux à chien
La fédération internationale des sports de traîneaux à chien, officiellement en anglais International Federation of Sleddog Sports (IFSS) est une association sportive internationale qui fédère 41 fédérations nationales de course de chiens de traîneaux du monde entier en incluant également Ski joëring (avec ou sans Pulka). Elle couvre aussi bien les courses sur neige (sport d'hiver) que sur piste (sport d'été).
L'IFSS est affiliée à l'Association mondiale des fédérations internationales de sport. Elle est également partie prenante de l'Agence mondiale antidopage.

## Histoire
La course de chien de traineau était dirigée indépendamment avant les années 1980 par les associations internationales et européennes de course de chiens de traîneaux (ISDRA et ESDRA). Il est à noter qu'en 1932, la course  de chiens de traîneaux était au programme des jeux olympiques de Lake Placid comme Sport de démonstration.
Au début des années 1980, il avait été suggéré de demander conjointement la reconnaissance du Comité international olympique sous l'impulsion des deux américains Bob Levorsen et de Glenda Walling. Le CIO ne reconnaissant par principe qu'une seule fédération sportive internationale par discipline, l’IFSS est créée en 1985 avec comme siège l'IDaho et première présidente Glenda Walling et parmi les membres fondateurs la Norvège, les États-Unis, la France, le Canada, l'Allemagne et l'Autriche.
En tant que première étape vers la reconnaissance par le CIO, l’IFSS devient en 1987 membre de l'Association mondiale des fédérations internationales de sport (GAISF). La demande officielle d'adhésion au CIO est présenté pour la première fois en 1993 puis en 2003 et 2007. En 2011, la fédération devient membre de l'Association internationale des Jeux des maîtres dans le but de participer aux Jeux mondiaux d'hiver des maîtres 2015 mais sans succès à ce jour.
En 2012, le siège de l'IFSS a été transféré et enregistré des États-Unis à Bruxelles.

## Liste des présidents
| Période | Période  | Identité       | Étiquette | Qualité    |
| ------- | -------- | -------------- | --------- | ---------- |
| 1985    | 1998     | Glenda Walling |           | États-Unis |
| 1998    | 2006     | Tim White      |           | États-Unis |
| 2006    | 2013     | Bengt Ponten   |           | Suède      |
| 2013    | En cours | Helen Lundberg |           | États-Unis |

## Championnats du monde
Depuis 1990, l'IFSS organise des championnats du monde, avant annuel puis tous les deux ans. Les Championnats d'Europe précédemment sous la responsabilité de ESDRA sont maintenant organisés par l'IFSS.
- 1990 : Saint Moritz - Sils,  Suisse
- 1991 : Winnipeg,  Canada
- 1992 : Bad Mitterndorf,  Autriche
- 1993 : Fairbanks – Alaska,  États-Unis
- 1994 : Todtmoos,  Allemagne
- 1995 : Lake Placid - NY,  États-Unis
- 1997 : Joensuu,  Finlande
- 1999 : Sils,  Suisse
- 2001 : Marquette - MC,  États-Unis
- 2003 : Todtmoos– Bernau,  Allemagne
- 2005 : Dawson City,  Canada
- 2007 : Gafsele,  Suède
- 2009 : Daaquam– Quebec,  Canada
- 2011 : Hamar - Oslo,  Norvège
- 2013 : North Pole– Alaska,  États-Unis
- 2015 : Bernau - Todtmoss,  Allemagne
- 2017 : Haliburton Forest,  Canada
- 2019 : Bessans - Bonneval,  France

## Associations membres
En 2019, la fédération regroupe une quarantaine de nations.
| Amériques | Asie-Pacifique | Europe |
| Membres à part entière | Membres à part entière | Membres à part entière |
| --- | --- | --- |
| - Canada (Association Canadienne des Sports de Chiens de Harnais) - Chili (Club Deportivo Canino) - États-Unis (US Federation of Sleddog Sports) | - Corée du Sud (Korea Federation of Sleddog Sports) - Australie (Australian Sleddog Sports Association) - Nouvelle-Zélande (New Zealand Federation of Sleddog) | \| - Autriche (Musher Sport Verband Österreich) - Belgique (Federation of Belgian Mushers Clubs) - République tchèque (Česká asociace sleddog sportů) - Danemark (Dansk Traekhundeklub) - Finlande (Finnish Sleddog Sport Federation) - France (Fédération Française des Sports de Traineau, de Ski/VTT-Joering et de Canicross) - Allemagne (Verband Deutscher Schlittenhundesport Vereine) - Grande-Bretagne (British Sleddog Sports Federation) - Hongrie (Hungarian Dogsport Federation) - Irlande (Irish Federation of Sleddog Sports) \| - Italie (Federazione Italiana Musher e Sleddog Sport) - Lettonie (Latvijas Kamanu Sunu Sporta Federacija) - Lituanie (Lithuanian Federation of Sleddog Sport) - Pays-Bas (Sledehondenden Sport Club Nederland) - Norvège (Norges Hundekjorer Forbund) - Pologne (Polish Association of Sleddog Sports) - Russie (Russian sleddog sport Federation) - Slovaquie (Slovenský zväz psích záprahov) - Espagne (Real Federación Española Deportes de Ivierno) - Suède (Svenska Draghund Sport Förbundet) - Suisse (Schweizer SchlittenhundesportVerein) \| |
| Membres provisoires | | |
| - Argentine (CanRun Canicross Cordoba) - Aruba (Fundacion Sparky Canicross) - Brésil (Associação Gaúcha de Canicross) - Mexique (Federación Mexicana de DeportesdePerrosde Trineo) | - Kazakhstan (Kazakhstan Federation of Sled Dogs Sport) - Mongolie (Mongolia Sled Dog Sports Federation) | - Andorre (Andorra Mushing Club) - Biélorussie (Nordic Sleddog Club) - Estonie (Sleddogs Club Baltosport) - Islande (Icelandic Sled Dog Club) - Malte (Malta Sport for All) - Slovénie (Klub Vondikov VleČnih Psov) - Ukraine (Sleddog Sport Club of Ukraine) |
| Membres horaires | | |
| - European Sled Dog Racing Association - International Sled Dog Racing Association | | |
| Membres associés | | |
| - Federazione Italiana Discipline Armi Sportive da Caccia - International Sled Dog Veterinary Medical Association - Mush with PRIDE - World Sleddog Association | | |
| - Autriche (Musher Sport Verband Österreich) - Belgique (Federation of Belgian Mushers Clubs) - République tchèque (Česká asociace sleddog sportů) - Danemark (Dansk Traekhundeklub) - Finlande (Finnish Sleddog Sport Federation) - France (Fédération Française des Sports de Traineau, de Ski/VTT-Joering et de Canicross) - Allemagne (Verband Deutscher Schlittenhundesport Vereine) - Grande-Bretagne (British Sleddog Sports Federation) - Hongrie (Hungarian Dogsport Federation) - Irlande (Irish Federation of Sleddog Sports) | - Italie (Federazione Italiana Musher e Sleddog Sport) - Lettonie (Latvijas Kamanu Sunu Sporta Federacija) - Lituanie (Lithuanian Federation of Sleddog Sport) - Pays-Bas (Sledehondenden Sport Club Nederland) - Norvège (Norges Hundekjorer Forbund) - Pologne (Polish Association of Sleddog Sports) - Russie (Russian sleddog sport Federation) - Slovaquie (Slovenský zväz psích záprahov) - Espagne (Real Federación Española Deportes de Ivierno) - Suède (Svenska Draghund Sport Förbundet) - Suisse (Schweizer SchlittenhundesportVerein) | |